# Biserica de lemn din Costești, Iași

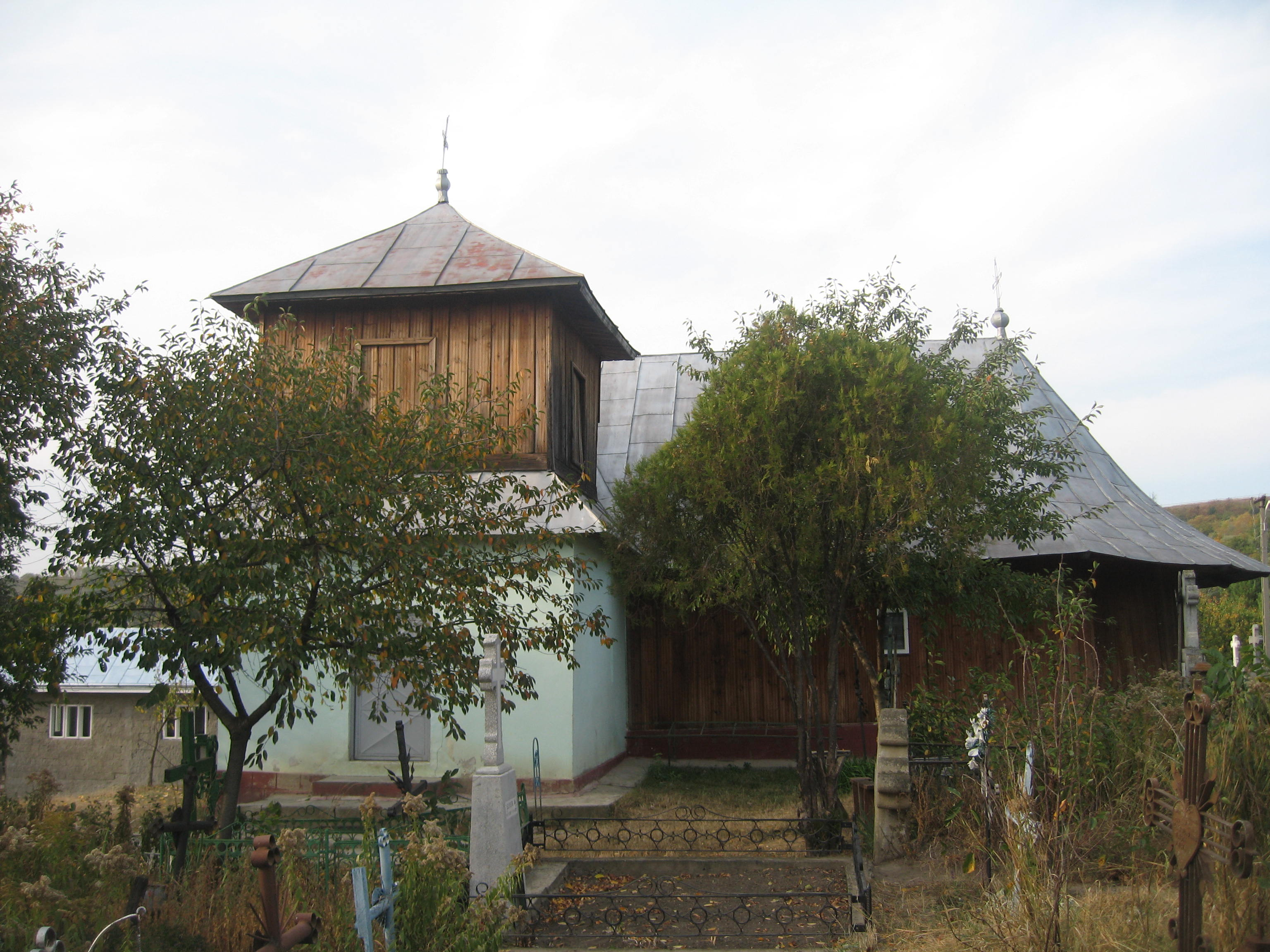
Biserica de lemn din Costeşti.

Biserica de lemn cu hramul Sfinții Arhangheli Mihail și Gavriil (Sf. Voievozi) din Costești a fost construită în anul 1777 în satul Costești din comuna omonimă (aflată în județul Iași, la o distanță de 51 km de municipiul Iași). Ea se află localizată în cimitirul satului, aflat în cartierul Răzeșești de pe coasta nordică a satului. 
Biserica de lemn din Costești a fost inclusă pe Lista monumentelor istorice din județul Iași din anul 2015, având codul de clasificare cod LMI IS-II-m-B-04133. 

## Istoric
Biserica de lemn din Costești a fost construită în anul 1777 (potrivit unei inscripții pe strană și a sinodicului bisericii), pomelnicul bisericii atestând anul 1594 ca an al construcției.  Ctitorul bisericii este considerat a fi boierul Petre Palade Secară, biserica fiind situată vizavi de curtea boierească (fost sediu CAP în perioada comunistă). Mormântul ctitorului se află în imediata apropiere a bisericii. 
Prezența pomelnicului care ajunge în timp până la 1594 i-a făcut pe unii vizitatori să afirme că biserica de lemn din Costești datează din acel an. Pomelnicul este scris cu slove chirilice și cuprinde numele preoților care au slujit în Costești din cele mai vechi timpuri. 
Pomelnicul bisericii menționează în anul 1809 un preot cu numele de Vasile ca paroh. Printre preoții care au slujit aici este menționat pr. Costache Neculau, paroh la Costești în perioada 1873-1929, al cărui tablou înrămat se află agățat pe peretele de la intrarea în biserică. 
În decursul timpului, biserica a fost reparată de mai multe ori: a fost revopsită, s-a tencuit soclul din piatră pentru a-l proteja etc. În anul 1938 a fost adăugat turnul clopotniță din piatră și s-a căptușit biserica  pe interior și exterior cu scânduri nevopsite, așezate vertical.  Catapeteasma bisericii a rămas cea originală. Biserica și cimitirul sunt împrejmuite cu un zid din piatră de gresie.
În anul 2007, cercetătorul Lucian Lefter constata că lucrările de întreținere efectuate la bisericile de lemn din Zlodica, Costești și Suhuleț au transformat respectivele lăcașuri de cult în kitsch-uri. 
Arhitecta Smaranda Gâlea a realizat o serie de observații tehnice ale edificiului, ea constatând că biserica are probleme de stabilitate ca urmare a faptului că "fundația din piatră este înclinată pe direcția transversală a bisericii", iar pereții interiori de pe latura de nord sunt afectați de igrasie. Bârnele de lemn erau însă în stare bună. Ea a atras atenția asupra riscului ca pictura foarte valoroasă să se distrugă rapid, în condițiile naturale de conservare. Arhitecta a afirmat că este necesar ă se efectueze lucrări de cercetare arheologică și istorică a sitului, restaurare a bisericii și, eventual, includerea într-un ansamblu împreună cu conacul Palade Secară, construcție din piatră aflată vizavi de amplasamentul bisericii. 

## Arhitectura bisericii
Biserica de lemn din Costești este construită din bârne masive de stejar, cioplite din material brut și îmbinate în cununi orizontale. În prima jumătate a secolului al XX-lea, pereții de lemn au fost placați cu scândură nevopsită atât pe interior, cât și pe exterior. Lăcașul de cult este așezat pe o temelie din piatră. 
Construcția are formă dreptunghiulară, cu altar poligonal. De clădirea bisericii este adosată pe latura de sud o clopotniță cu parter de piatră (unde se află pridvorul de acces) și cu etaj din lemn. Dimensiunile construcției sunt 5,90 m x 13,20 m, iar înălțimea până la coama acoperișului este de 6,80 m. 
În interior, ea este compartimentată în 4 încăperi: pridvor, pronaos, naos și altar. Pronaosul este despărțit de naos printr-o colonadă care se termină la partea superioară cu o grindă cu înflorituri. Lăcașul de cult are un pod cu plafon boltit, fiind realizate 3 bolți octogonale de dimensiuni diferite, peste pronaos, naos și altar. 
Stranele sunt din lemn de stejar și datează din 1777, după cum atestă o inscripție. Catapeteasma este din lemn de stejar sculptat și pictat. Pereții interiori ai bisericii sunt pictați, pictura fiind refăcută în decursul timpului, probabil la reparația din 1938. De asemenea, lăcașul deține icoane pictate în stil bizantin în secolul al XIX-lea.
Inițial acoperită cu șindrilă, biserica are astăzi învelitoare din tablă. Acoperișul bisericii este simplu, de tip umbrelă, iar cel al clopotniței este în patru ape. 

## Imagini

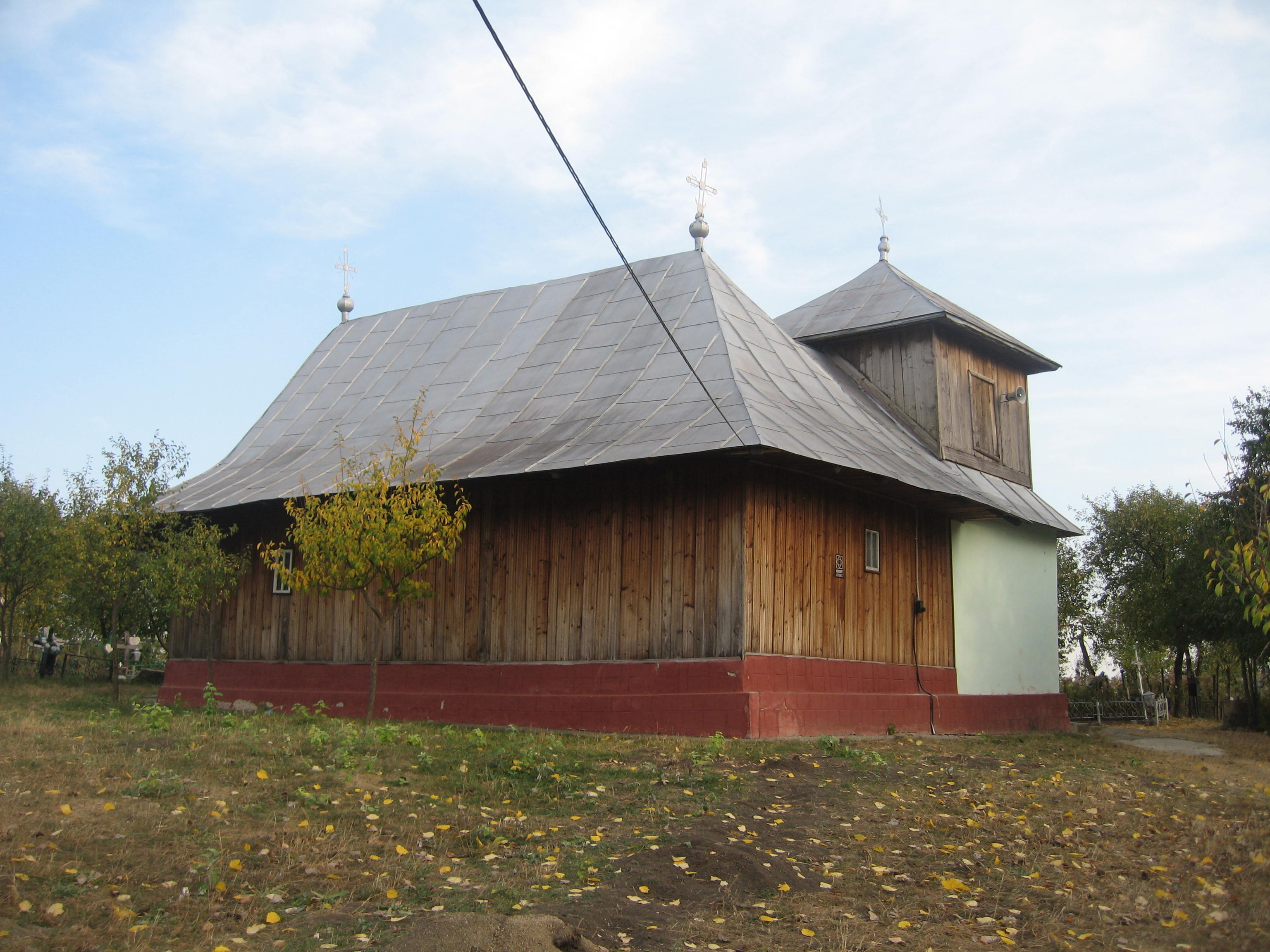
Biserica văzută dinspre intrarea în cimitir (latura de sud-vest)
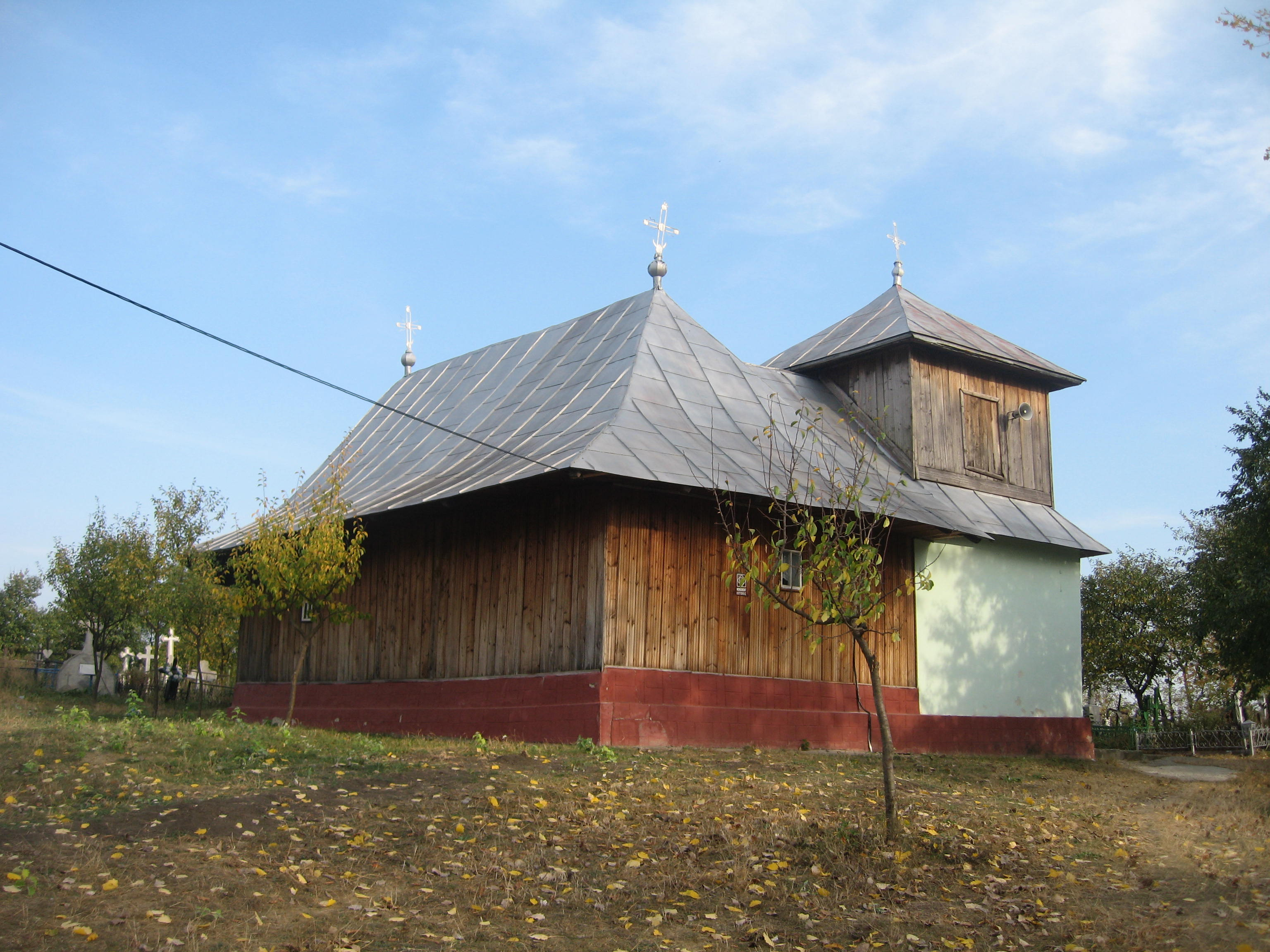
Biserica văzută dinspre intrarea în cimitir (latura de sud-vest)
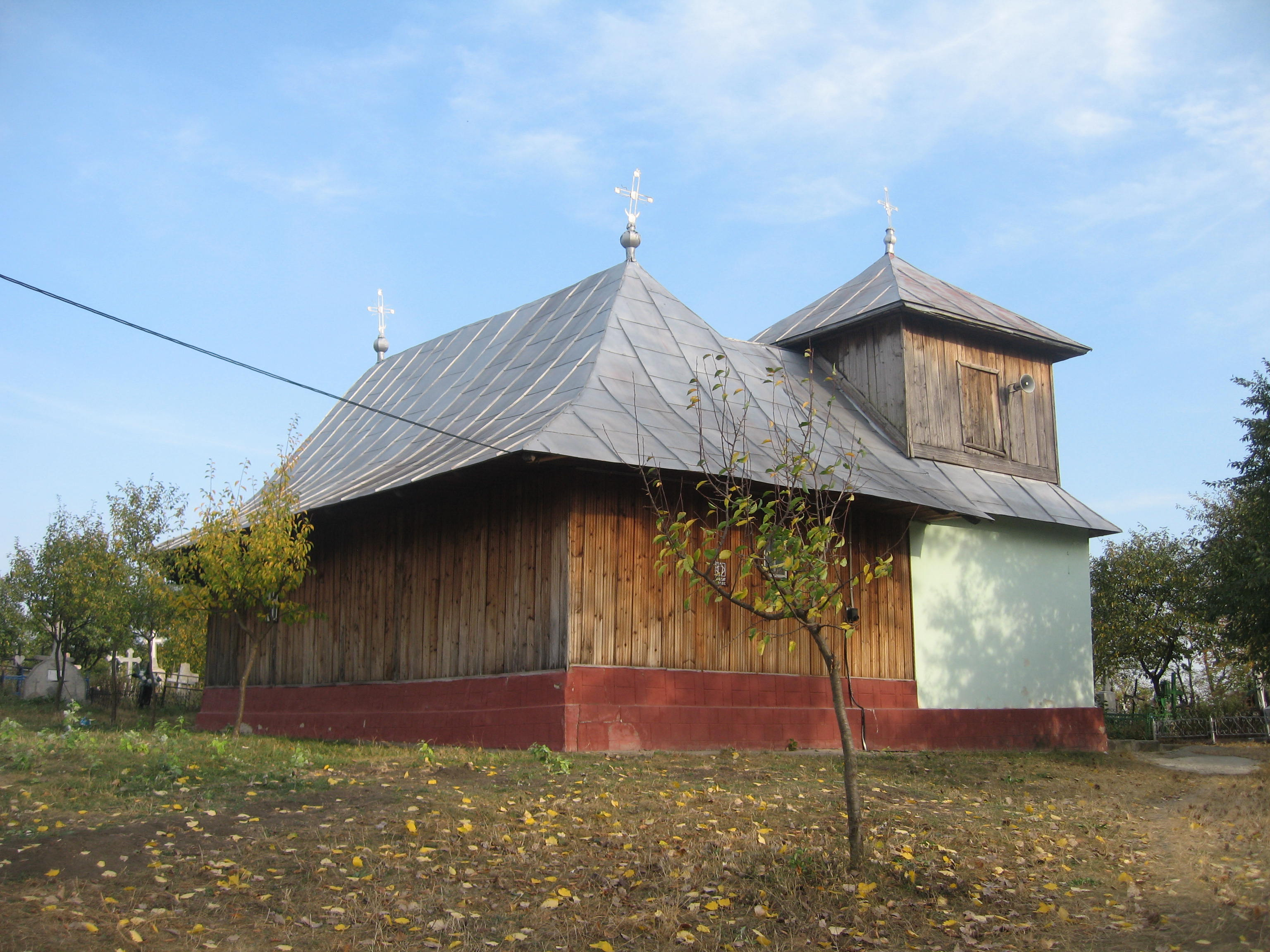
Biserica de lemn văzută de pe latura de sud-vest
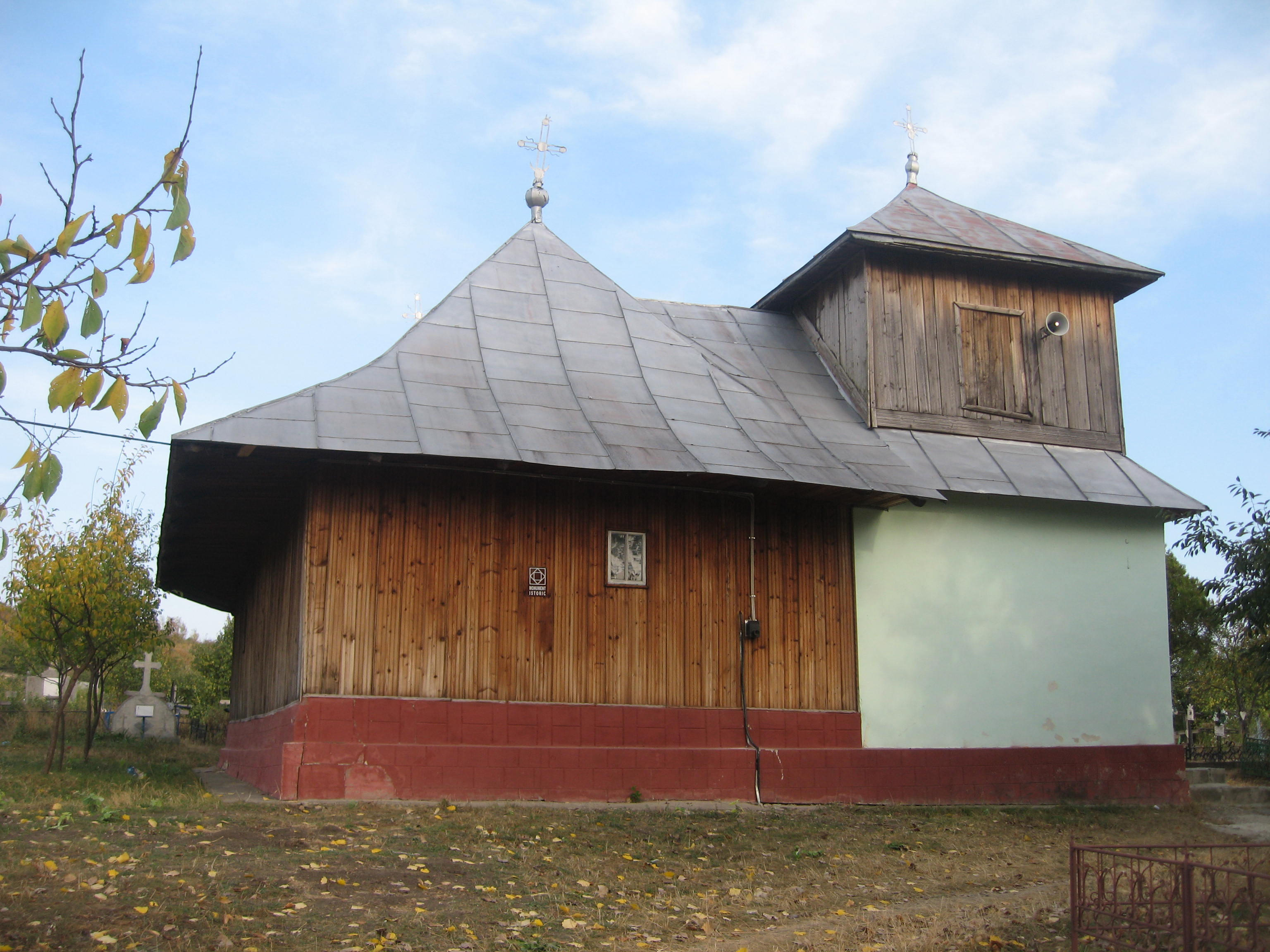
Biserica de lemn văzută de pe latura vestică
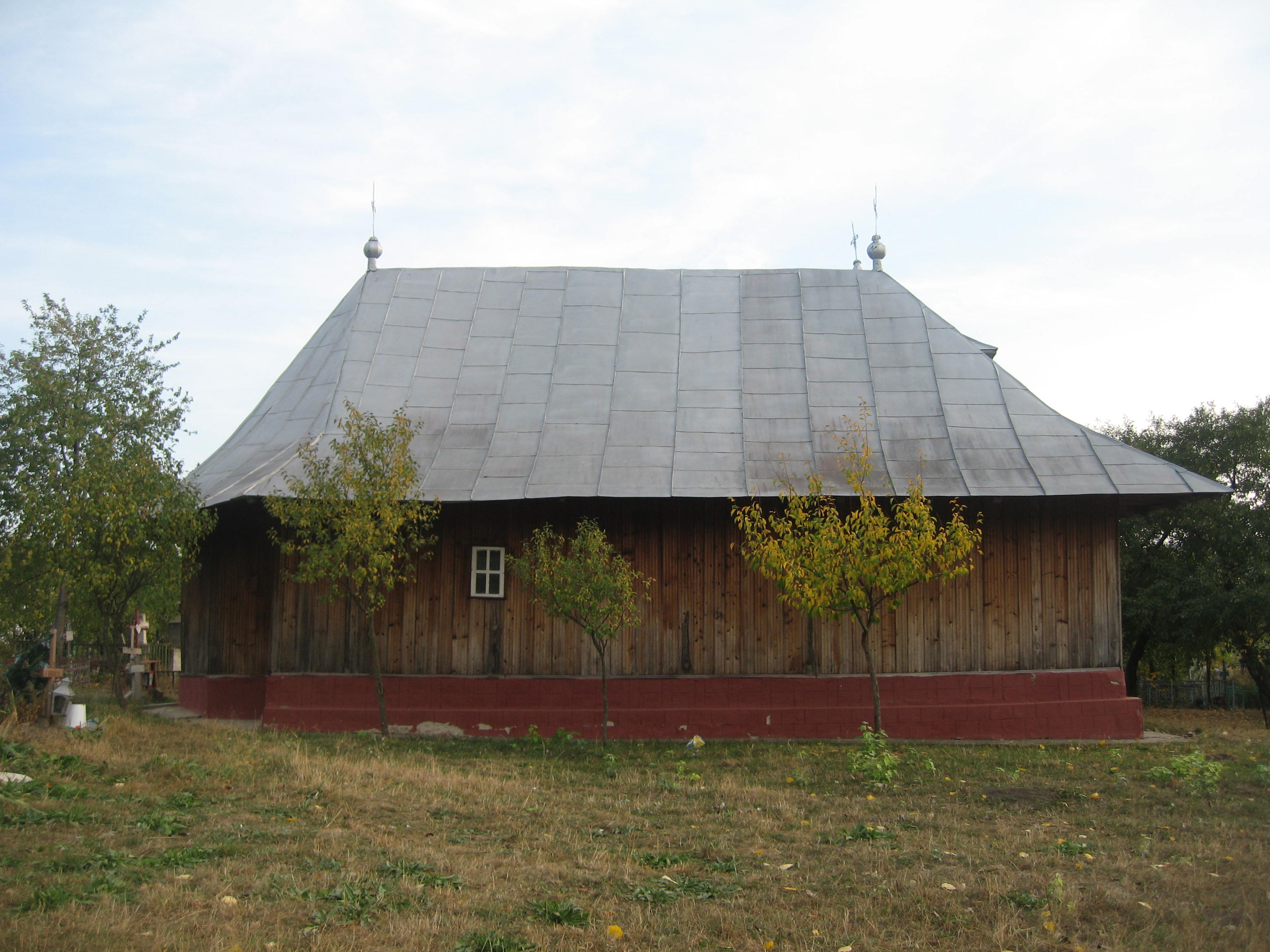
Biserica de lemn văzută de pe latura nordică
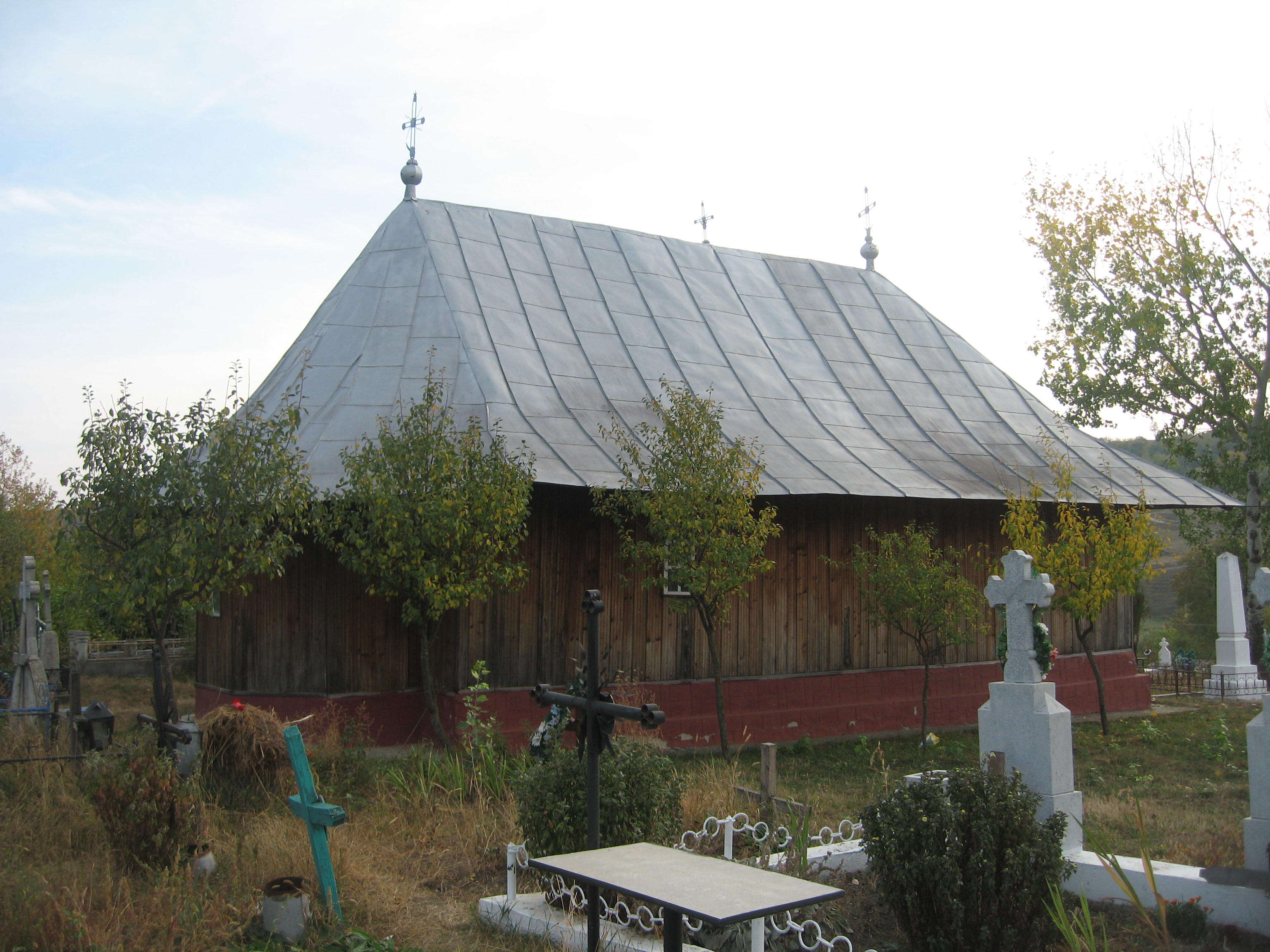
Biserica de lemn văzută de pe latura de nord-est
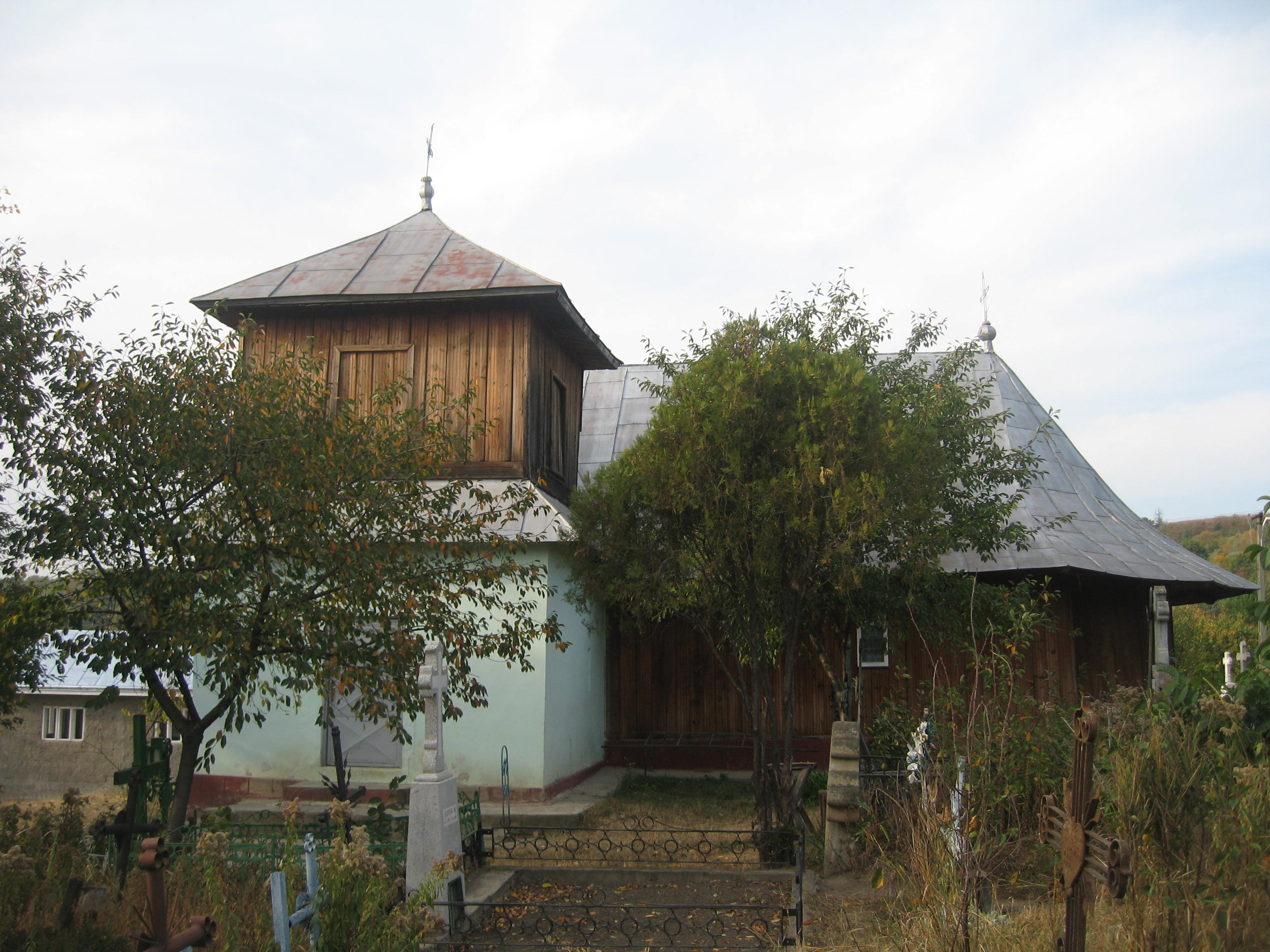
Biserica de lemn văzută de pe latura sudică
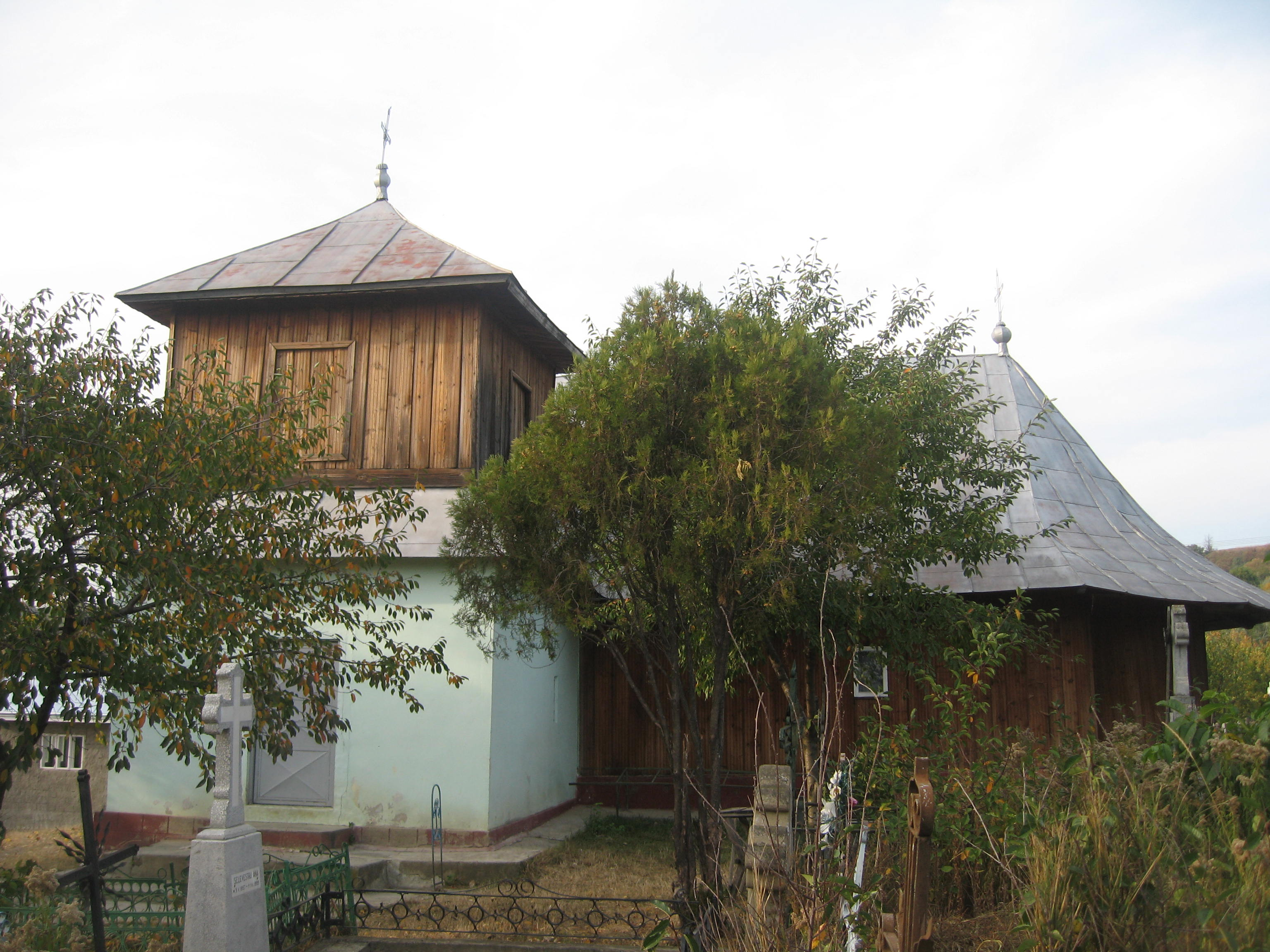
Biserica de lemn văzută de pe latura sudică
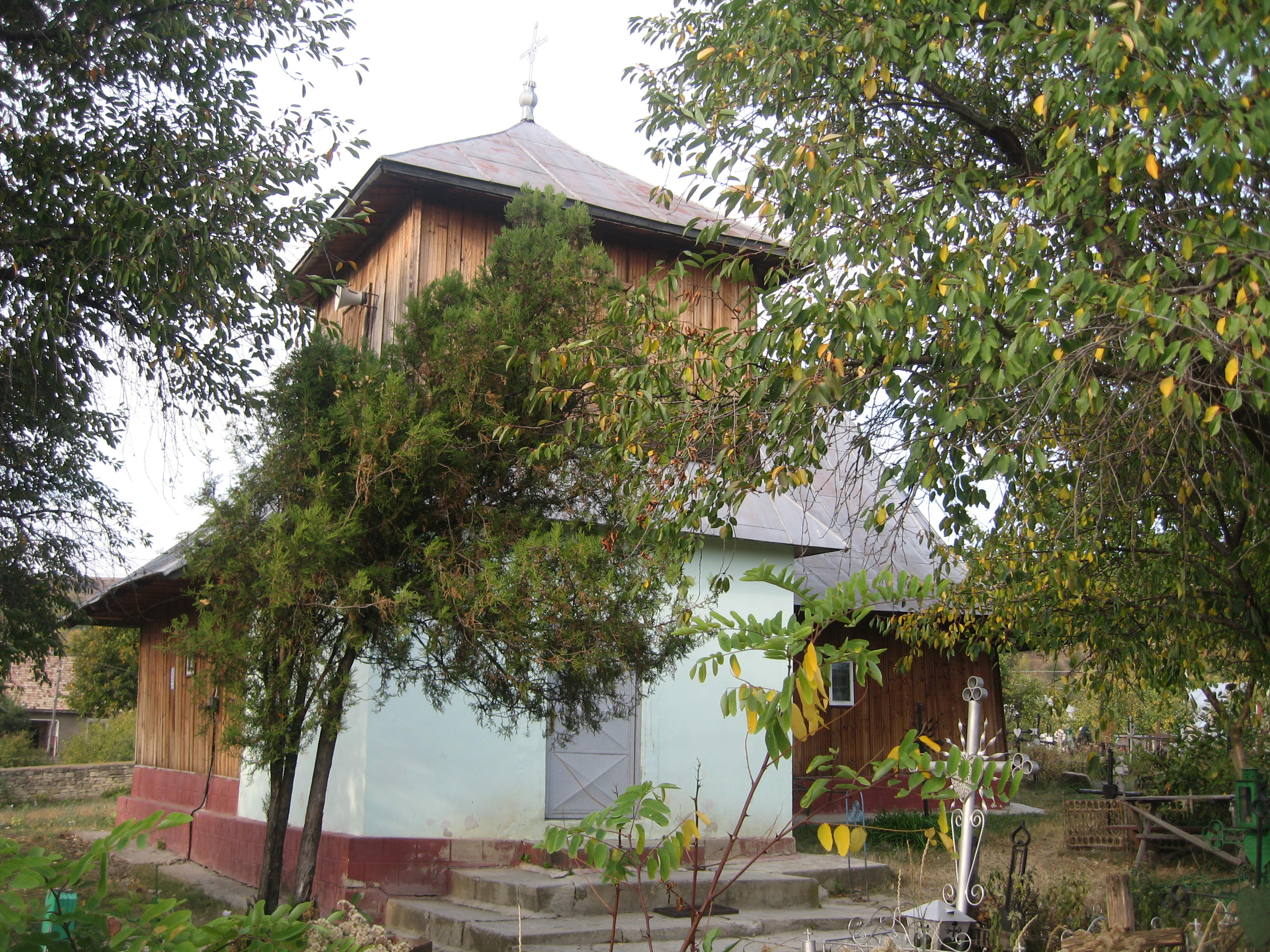
Clopotniţa
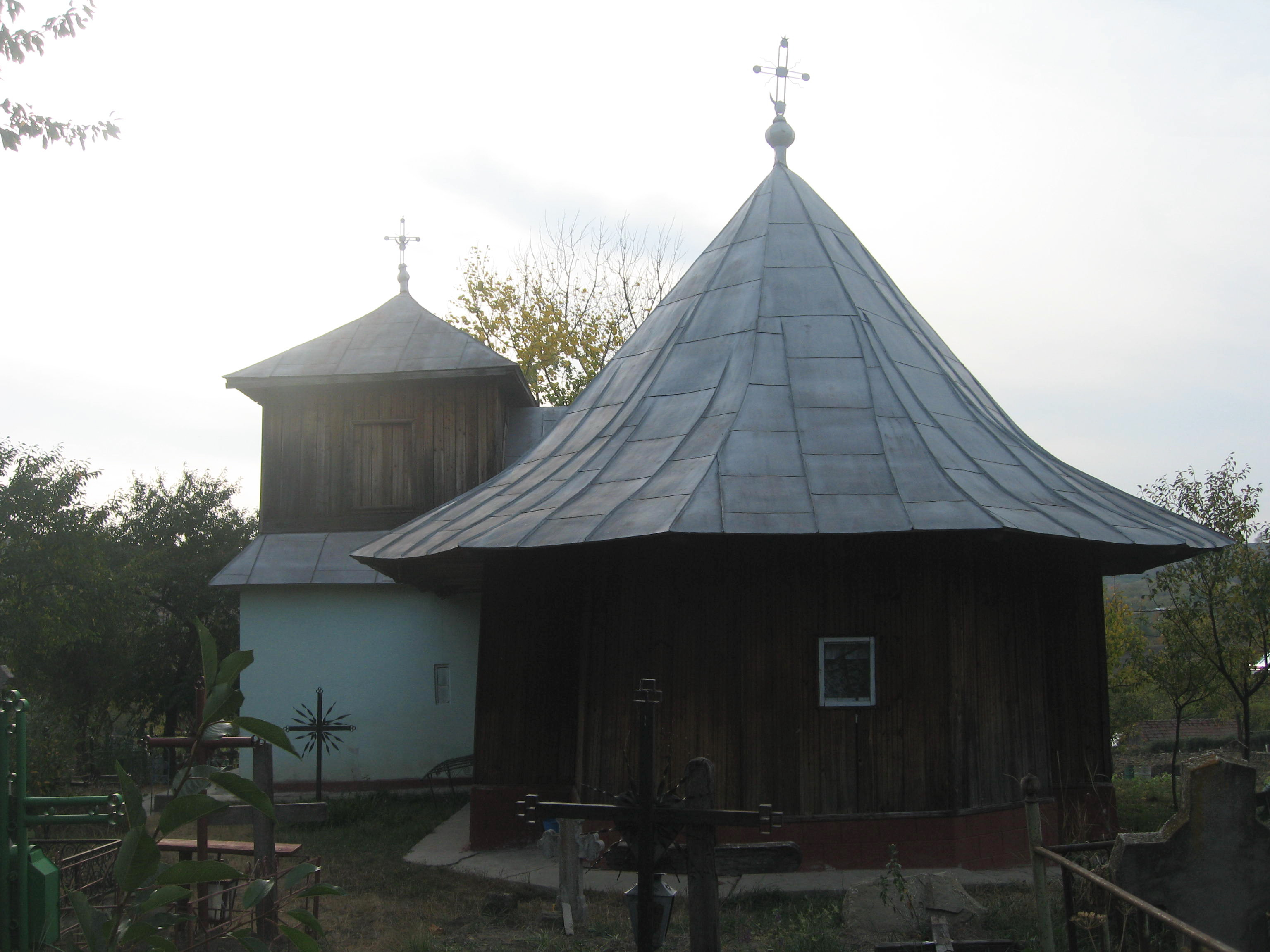
Absida altarului